# 莫斯台街道
莫斯台街道，是中华人民共和国内蒙古自治区通辽市霍林郭勒市下辖的一个乡镇级行政单位。

## 行政区划
莫斯台街道下辖以下地区：
明升社区、友谊社区、振兴社区、谊宾社区、豪林社区和新城社区。